# Ashambufnittertrast
Ashambufnittertrast (Montecincla meridionalis) är en hotad fågelart i familjen fnittertrastar som enbart förekommer i ett litet bergsområde i sydvästra Indien.

## Utseende
Ashambufnittertrasten är en liten (20,5 cm) fnittertrast med brunaktig hjässa och kastanjebrunt inslag på undersidan. Den liknar palanifnittertrasten (M. fairbanki) som den tidigare behandlades som en del av, men skiljer sig genom mer vitt på buk och undergump, tydligt grått och vitt på bröstet (palanifnittertrasten har otydliga grå och bruna streck) och endast ett kort ögonbrynsstreck. Den har vidare ljusare och mindre kontrasterande hjässa samt kallare grå ovansida.

## Utbredning och systematik
Arten förekommer i höglänta skogar i sydligaste Indien, söderut från Achankovil Gap i alla sydligaste Kerala och sydligaste Tamil Nadu. Den betraktades tidigare som underart till palanifnittertrast och vissa för det fortfarande. Den urskiljs numera dock vanligast som egen art efter studier.

### Släktestillhörighet
Ashambufnittetrasten och ytterligare tre nära släktingar, alla förekommande i södra Indien, inkluderades tidigare i Trochalopteron eller i Garrulax när den förra inkluderades i den senare. Genetiska studier har dock visat att arterna i släktet står närmare exempelvis prakttimalior (Liocichla) och sångtimalior (Leiothrix) och lyfts därför numera vanligen ut till det nyskapade släktet Montecincla.

## Levnadssätt
Ashambufnittertrasten hittas i buskage utmed rinnande vattendrag genom te- och kardemummaplantage, buskmarker och ungskog, ibland även i trädgårdar och skogsbryn. Utbredningsområdet sammanfaller med förekomsten av vildhallon. Fågeln lever av insekter, bär och frukt.

## Status
Ashambufnittertrasten har ett mycket litet utbredningsområde där den är begränsad till endast ett fåtal lokaler. Internationella naturvårdsunionen IUCN behandlar den därför som hotad och placerar den i kategorin sårbar (VU). Världspopulationen uppskattas bestå av mellan 10 000 och 13 000 vuxna individer.

## Namn
Ashambu är namnet på ett bergsområde i sydvästra Indien.